# میگون

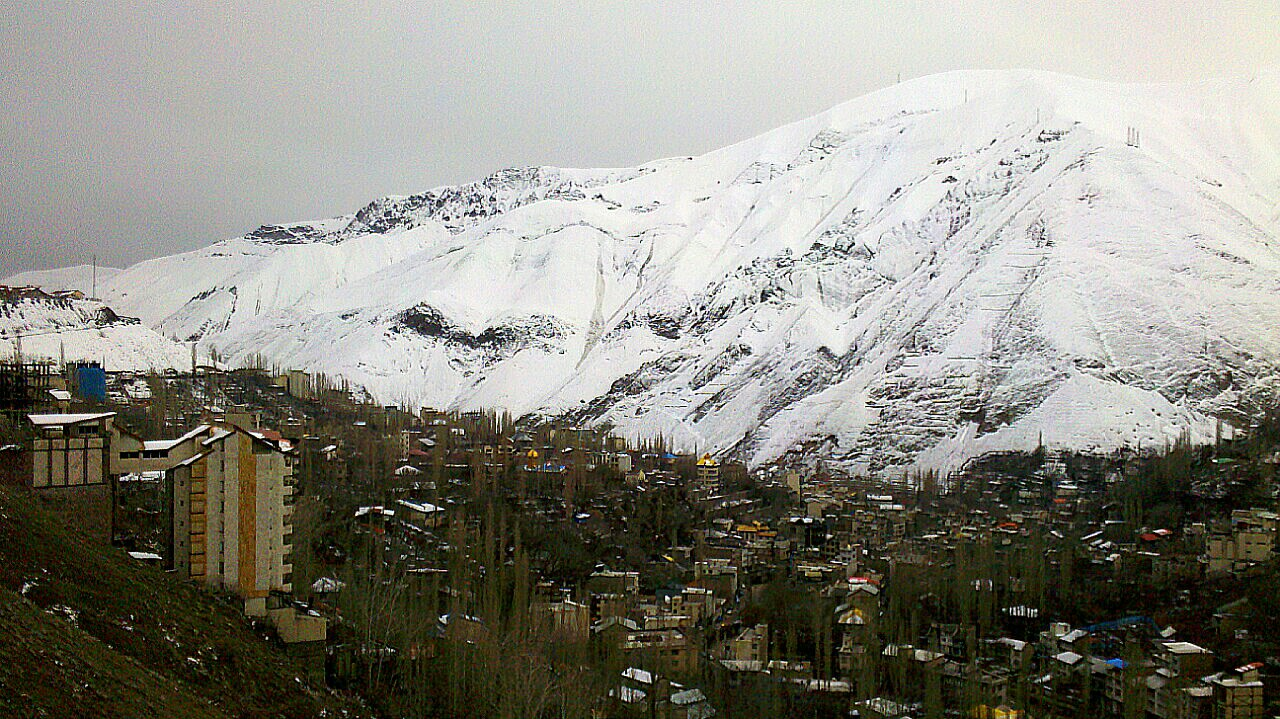
نمای شهر
میگون.

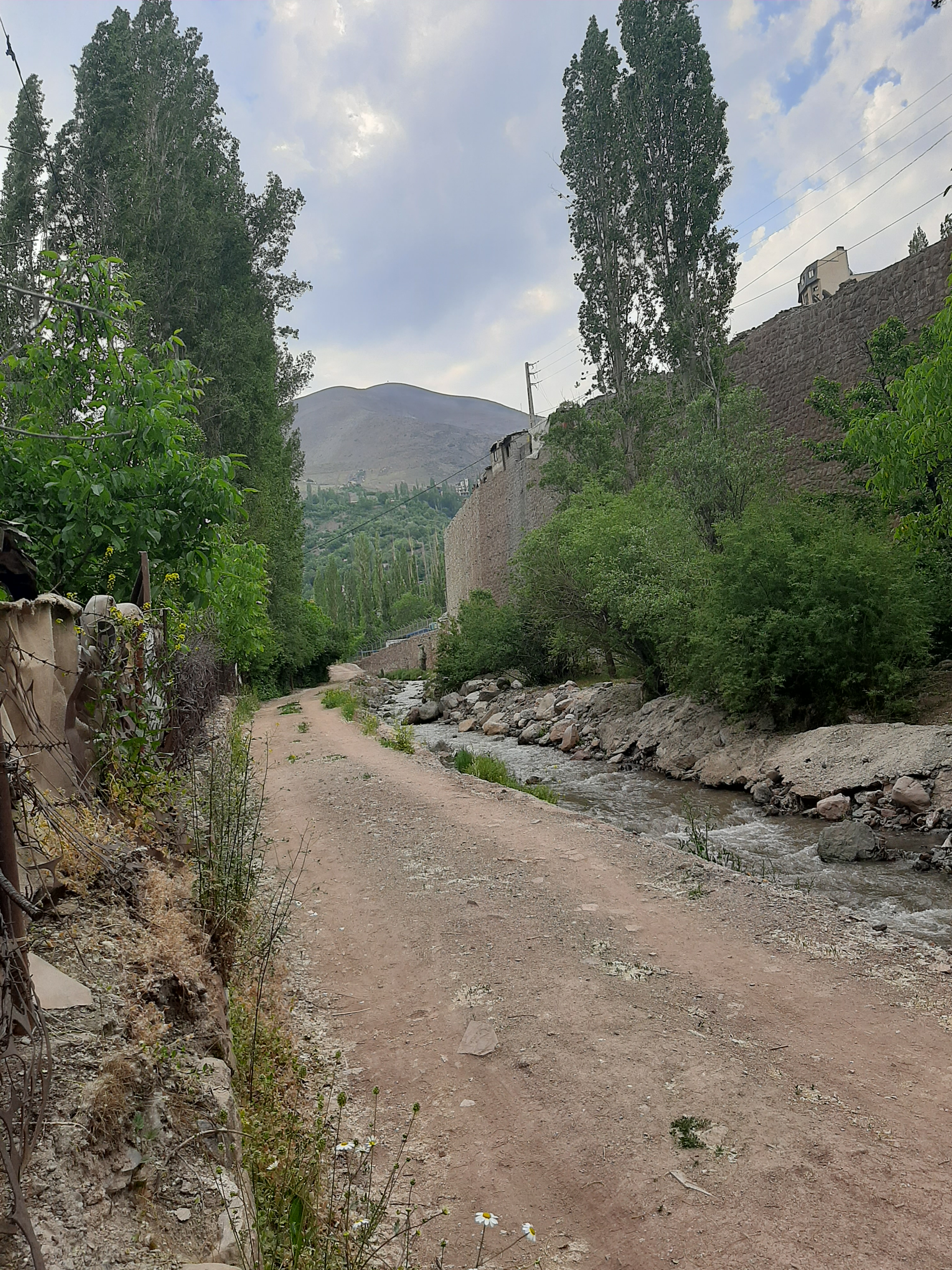
meygoun

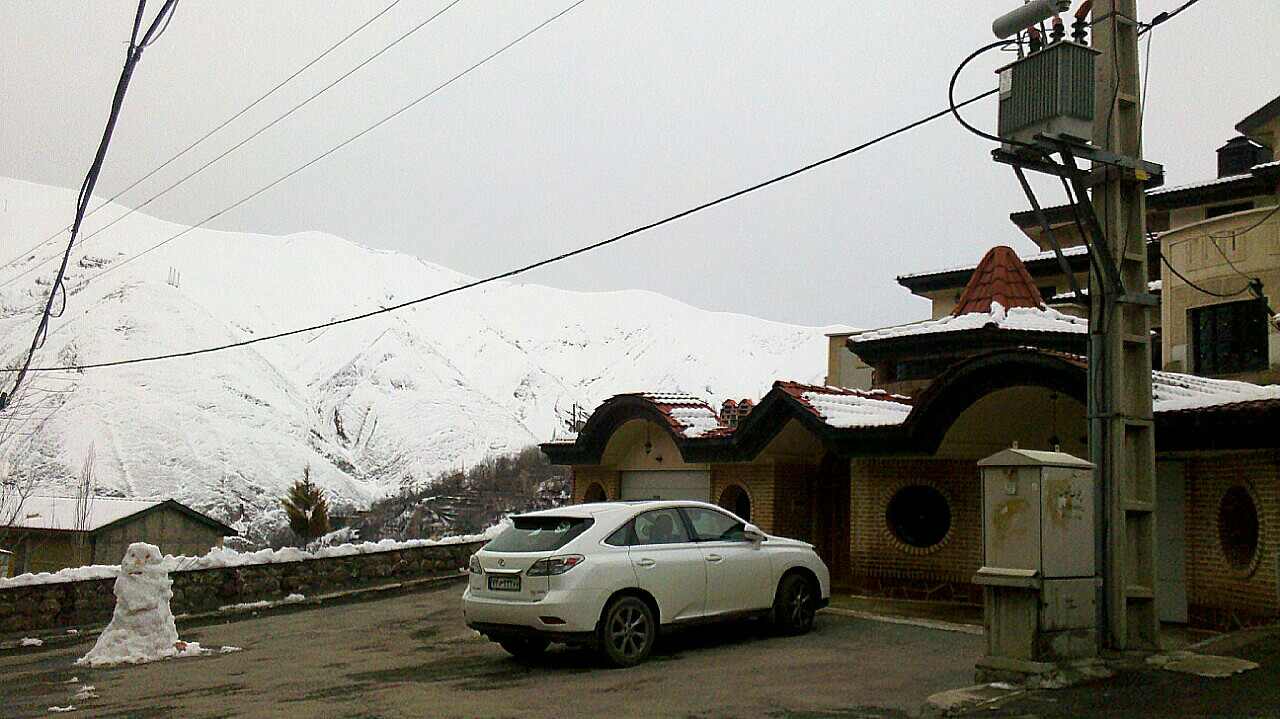
.

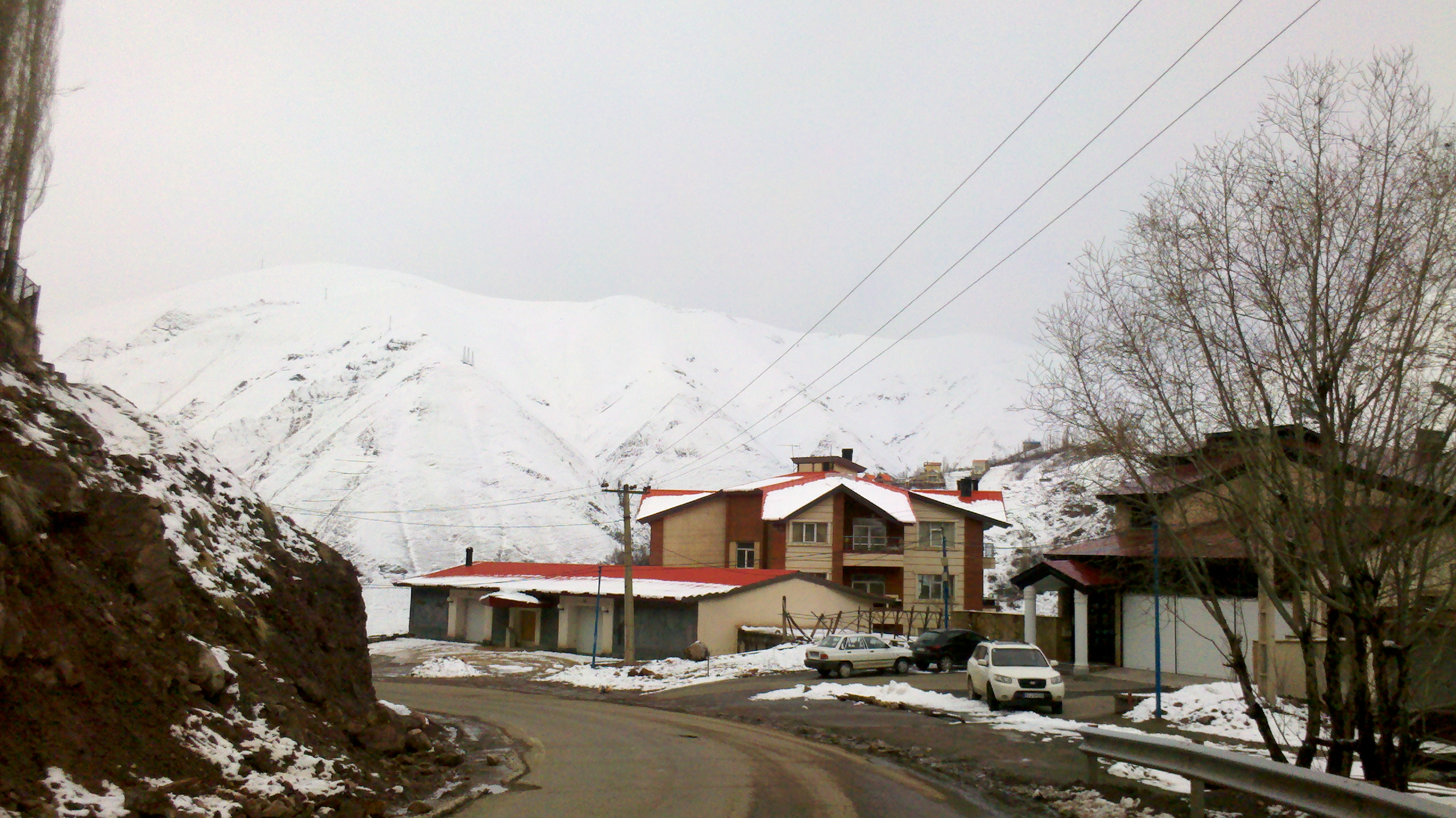
.

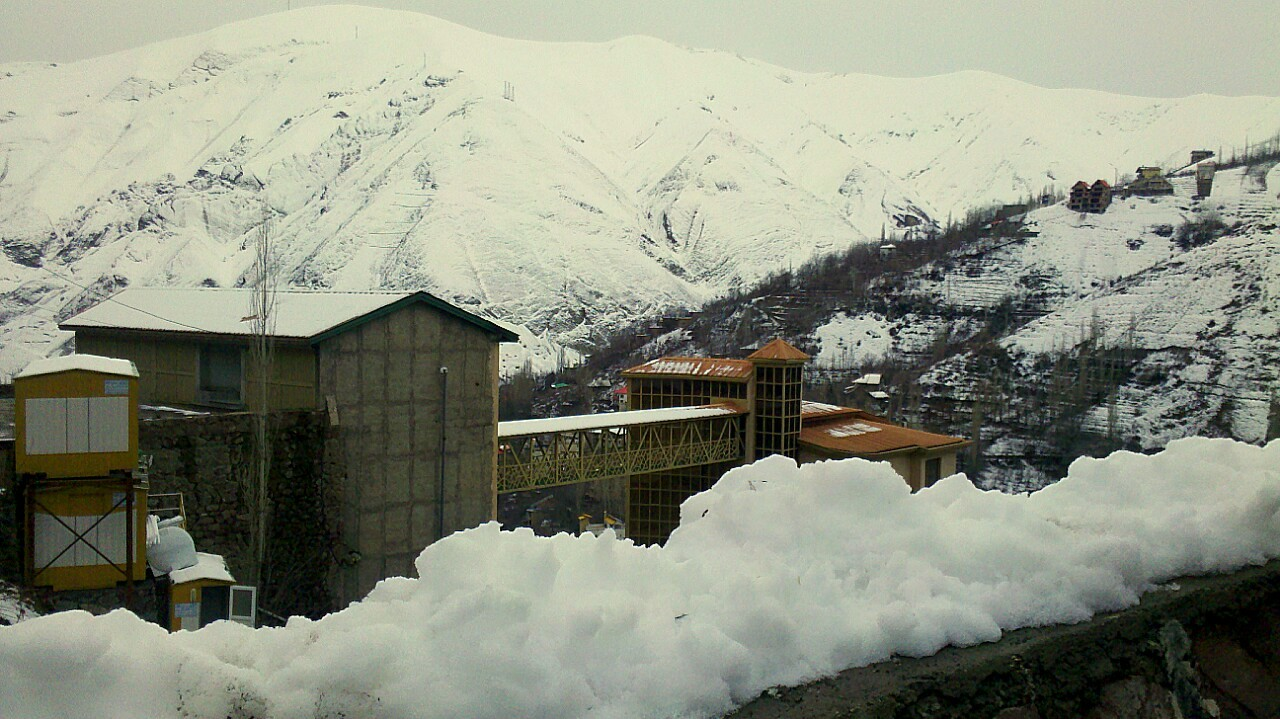
.

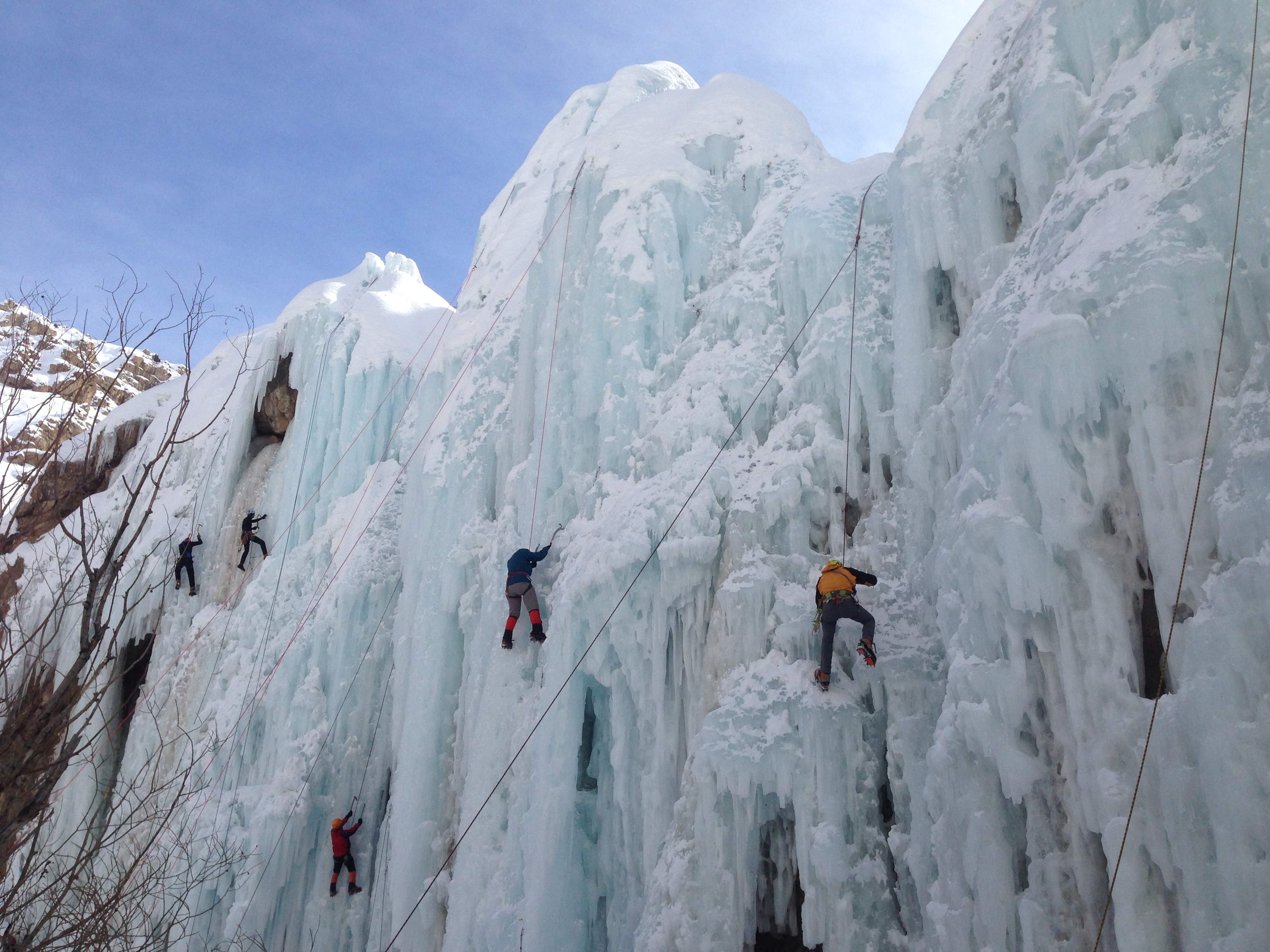
مدرسه یخنوردی میگون

مِیگون روستایی در بخش رودبار قصران شهرستان شمیرانات استان تهران است. مردم میگون به گویش قصرانی زبان مازندرانی و همچنین زبان فارسی با لحجه ی تهرانیِ صحبت می کنند. 
میگون در لغت از دو کلمۀ: می(شراب)و گون(مانند)تشکیل شده که در کنار هم به معنی همانند شراب(از نظر فرح بخشی و نشاط آوری)است و به روانی رودخانه ها و آبشار هایش نیز اشاره دارد.
محصولات میگون محصولات باغی نظیر:گیلاس،آلبالو،سیب،گردو و فندق است که از کیفیت بسیار بالایی نیز برخوردار می باشند. در لغتنامه دهخدا آمده‌است: میگون قصبه‌ای است جزء دهستان رودبار قصران بخش افجه شهرستان تهران، واقع در ۲۵هزارگزی شمال افجه کنار راه شوسهٔ شمشک به تهران. هوای کوهستانی سرد و خوبی دارد و در تابستان گردشگاه مردم تهران است. این قصبه در حدود ۲۳۷۵ تن جمعیت دارد و آب آن از رودخانهٔ شمشک تأمین می‌شود. به دلیل دارا بودن از قله های مرتفع، آب جاری همواره از برف آب میشود و رود و چشمه های آب شیرین با املاح معدنی همراه می باشد.  دارای راه شوسه و قلمستان و باغهای زیبا و میوه‌های گوناگون است. غلات و ارزن و عسل آن شهرت دارد. مزرعهٔ هملون جزء این قصبه است و امامزاده‌ای دارد.
 خانه هومن  :
خانه تاریخی دکتر  احمد هومن  در میگون واقع شده که به شماره ثبت ۱۰۴۰۰ جزو آثار ملی ایران است.
هتل جهانگردی میگون که در مرتفع ترین قسمت شهر میگون واقع شده ، پارک قلعه باغ ، سپید کمرچال و غار هملون نیز که از دو غار کوچک و بزرگ تشکیل شده است از مکان های دیگر گردشگری میگون می باشند.
مدرسه یخنوردی میگون هم جزو بزرگترین مدرسه یخنوردی خاور میانه است و از جمله مکان هایی است که در فصل زمستان میزبان ورزشکاران و گردشگران بسیاری است این مدرسه در ابتدای دره هملون واقع شده است.
میگون بابت شرایط آب وهوایی و شرایط جغرافیایی و کوهستانی همواره مورد توجه گردشگران و طبیعتگردان بوده.

## طایفه های بومی میگون
طایفه های بومی میگون عبارت اند از: له وردی میگونی- میرمحمد میگونی- میراسماعیلی- پناهی پور_کیارستمی- سالارکیا- سلیمان میگونی- طیبی میگونی- بهرام میگونی- کربلای محمد میگونی - شمس الدینی- سیدعلی لواسانی - علیخانی - ایوب میگونی - محمدی - گشتاسبی - شعبانی - خان احمدی - شعبان بلوکات - رجبی _رجبی نیا_رجب دلاک